# Royaume de Serbie (1718-1739)
1718–1739
Entités précédentes :
- Empire ottoman

Entités suivantes :
- Empire ottoman

Le royaume de Serbie était une province de la Monarchie des Habsbourg entre 1718 et 1739. Il était composé des territoires situés au Sud de la rivière Save et du Danube, conquis sur l'Empire Ottoman en 1717. Le royaume fut aboli et retourné aux Ottomans en 1739.

## Présentation
Bien que la domination des Habsbourg fût plus répressive que celle des Ottomans et qu'elle exploitât la population majoritaire serbe, le royaume bénéficiait d'un gouvernement autonome, incluant une milice autonome et une intégration économique à l'empire des Habsbourg qui permit la croissance de la classe moyenne serbe. La population serbe crût de 270 000 à 400 000 habitants, mais le retrait des Habsbourg provoqua une grande migration des Serbes.
Le Royaume fut créé en vertu du Traité de Passarowitz et aboli en vertu de celui de Belgrade.